# Sparks Steak House
Sparks Steak House, es un restaurante steakhouse ubicado en el 210 de la calle 46 este (entre las avenidas Segunda y Tercera) en Midtown Manhattan, Nueva York.

## Historia
El restaurante fue fundado por los hermanos Pasquale (Pat) y Mike Cetta en 1966. En los años 1930, Mike y la familia Cetta inmigraron a Nueva York desde Sant'Angelo dei Lombardi en la Campania, Italia, eventualmente trabajando como carniceros y viticultores en Nueva York. Los dos hermanos Cetta compraron el Sparks English Pub en 1966 y decidieron convertirlo en una steakhouse. Originalmente estuvo ubicada en el 123 calle 18 este pero se mudó a su ubicación actual en 1977. Pat tuvo un ataque cardiaco y murió en su departamento la noche del 24 de enero del 2000.
El jefe de la familia criminal Gambino Paul Castellano y el subjefe Thomas Bilotti fueron asesinados fuera de su entrada el 16 de diciembre de 1985. El golpe fue dado bajo órdenes de John Gotti.

## Reseñas
En el 2003, Wine Spectator otorgó el Restaurant Awards a Sparks Steak House.
En el 2004, New York Magazine le dio el premio Best Places to eat in New York City.
En el 2005, New York Magazine – Adam Platt's – Where to Eat.
En el 2005, GQ Magazine puso a Sparks Steak House entre los Top 10 Restaurants That Still Matter.
En el 2007, Sparks Steak House es incluido en The Greatest Steakhouse in Manhattan por Yahoo.
En el 2010, Sparks Steak House es incluido como uno de los Top 100 restaurants in America.
En el 2013, Zagat le dio un rating de comida de 26 sobre 30, y la puso como la segunda steakhouse en Nueva York.